# Dajana
Dajana ist ein weiblicher Vorname, der in mehreren Sprachräumen auftritt.

## Herkunft und Bedeutung
Dajana ist ein südslawischer oder orientalischer/arabischer Vorname und eine eingedeutschte Variante von Diana. Im Südslawischen bedeutet er etwa die Widerstand Leistende (von "predajana, dajana" für zuergebene, ergebene, zuunterwerfende, unterwerfende). In der römischen Mythologie ist Dajana die römische Göttin der Jagd und des Mondes.

## Namensträgerinnen
- Dajana Achmetwalijewa (* 1997), kasachische Skispringerin und Nordische Kombiniererin
- Dajana Cahill (* 1989), australische Schauspielerin
- Dajana Dengscherz (* 1996), österreichische Skirennläuferin
- Dajana Eitberger (* 1991), deutsche Rennrodlerin
- Dajana Jastremska (* 2000), ukrainische Tennisspielerin
- Dajana Pecha (* 2001), kasachische Skispringerin